# Miniatura àrab
Les miniatures àrabs són petites pintures fetes sobre paper, generalment il·lustracions per a llibres o manuscrits, però de vegades també obres d'art separades. Les més antigues daten aproximadament del 1000 dC, amb un creixement de la forma d'art a partir del 1200 dC.
Entre els artistes de miniatures àrabs hi ha al-Jazari, que va il·lustrar el seu propi Llibre de Coneixement de Dispositius Mecànics Enginyosos.

## Galeria

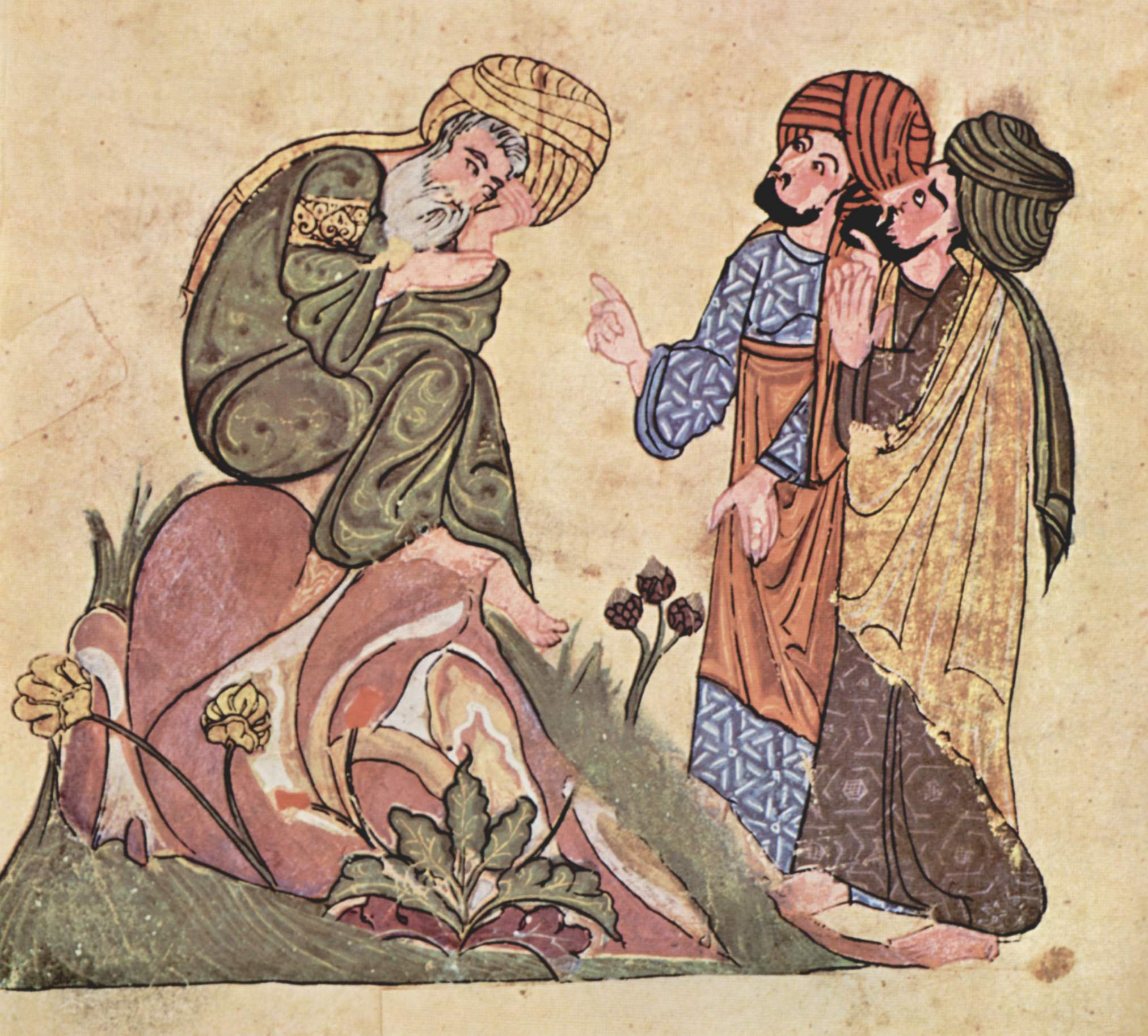
Kitāb mukhtār al-ḥikam d'Al-Mubashshir ibn Fatik, manuscrit del segle xiii
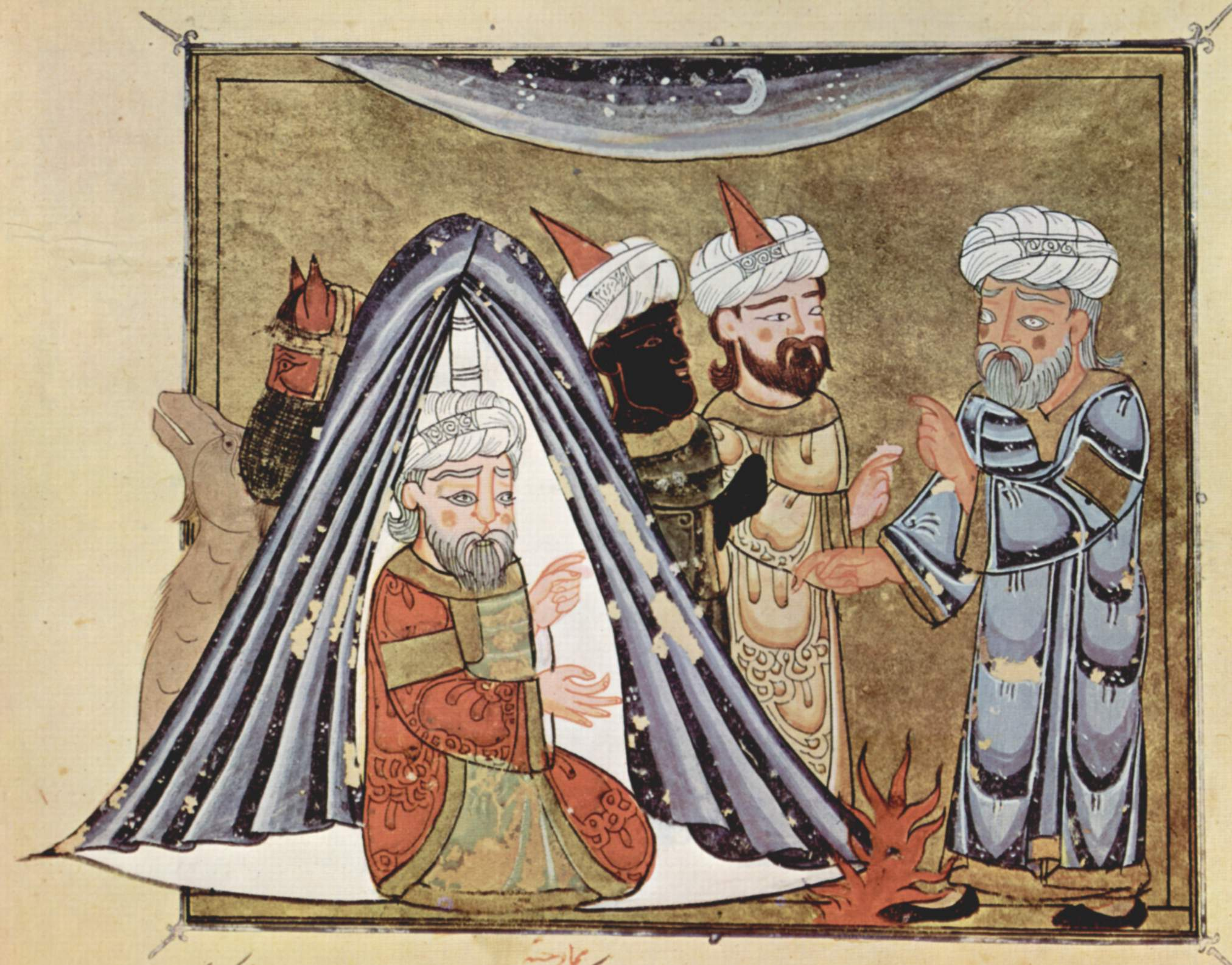
Miniatura àrab amb Harith Gassani
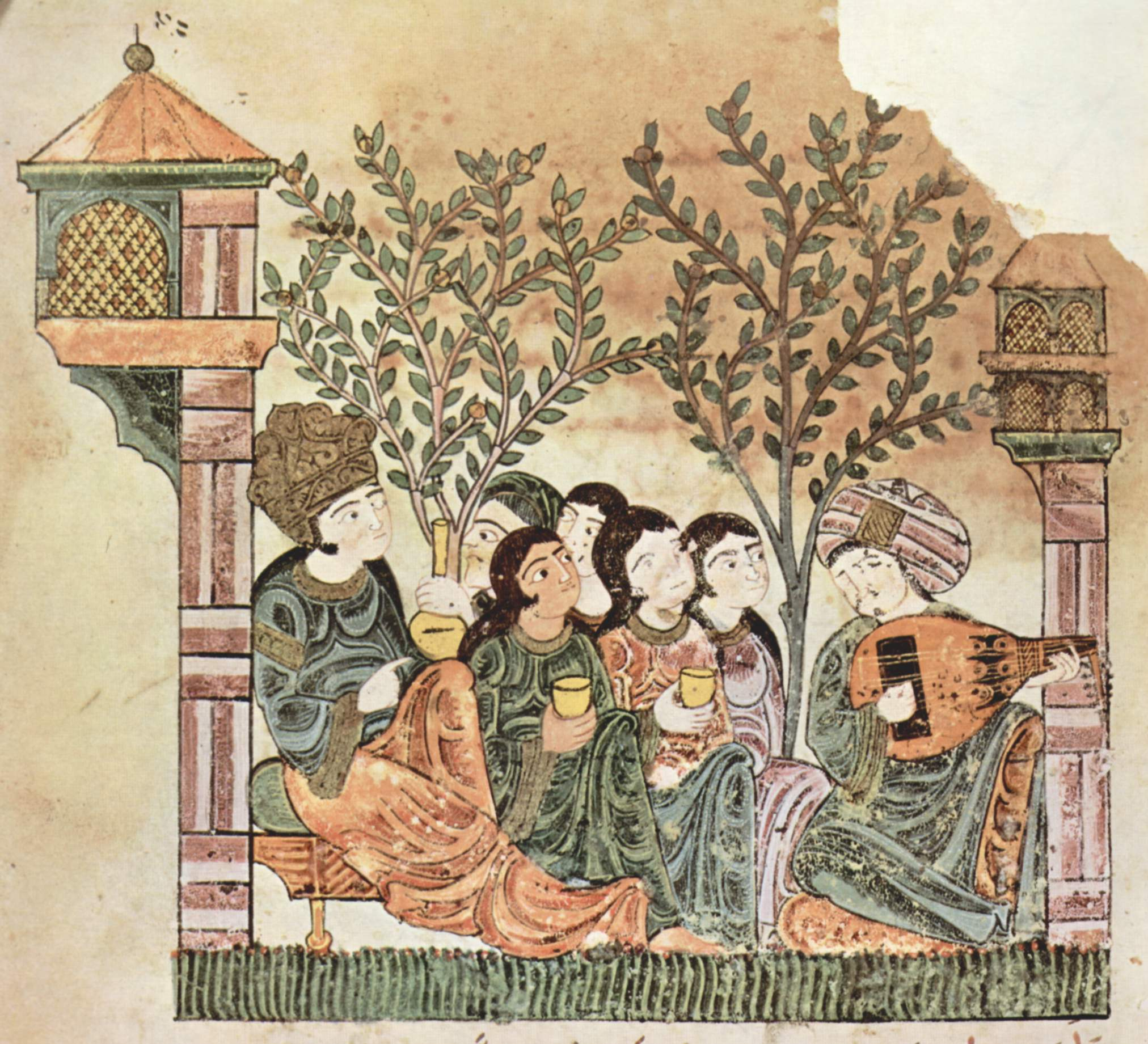
Hadith Bayad wa Riyad, un manuscrit il·lustrat d'Al-Àndalus
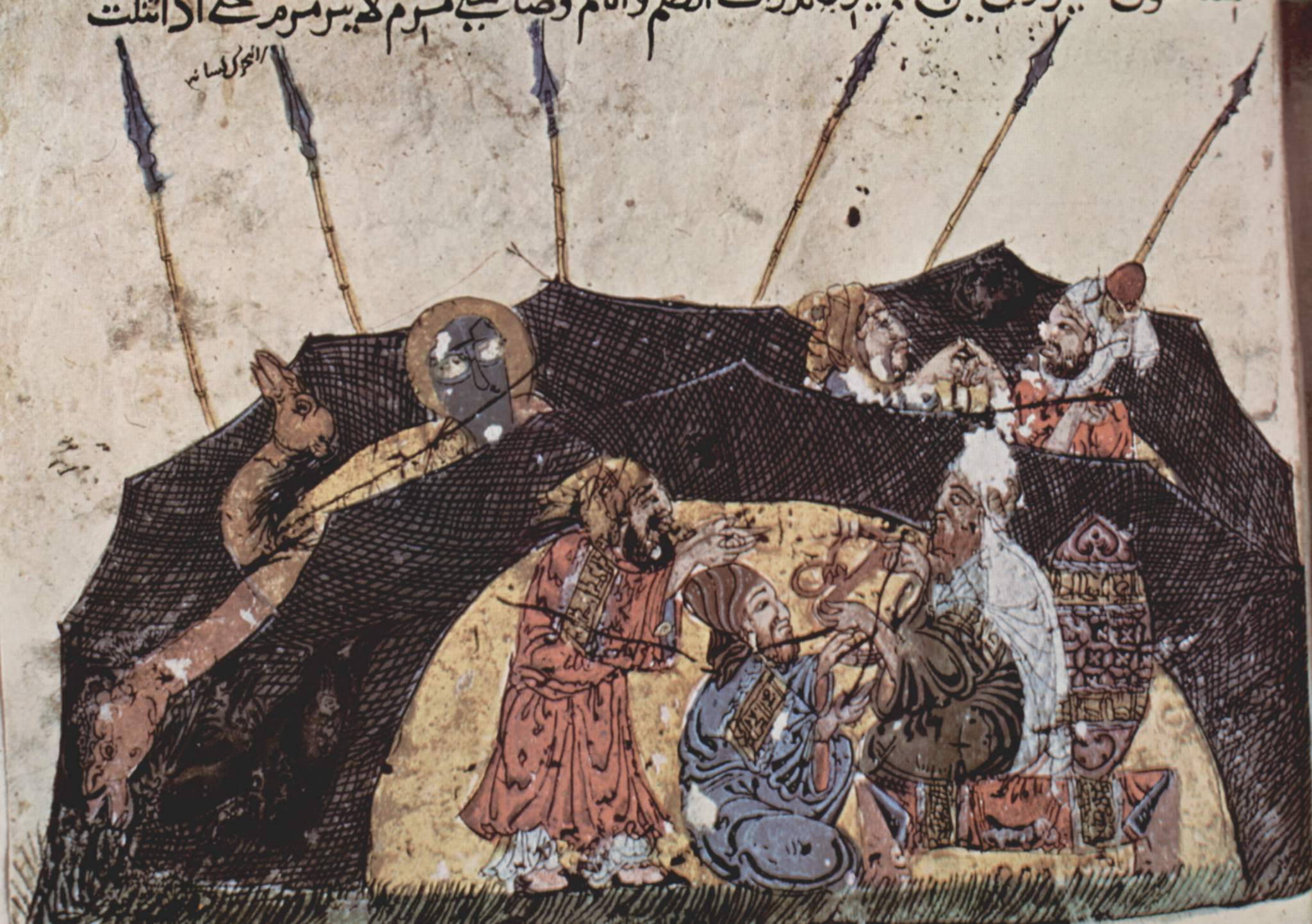
Maqamat d'Al-Harirí,(43è maqam) La Història del Viatger Perdut
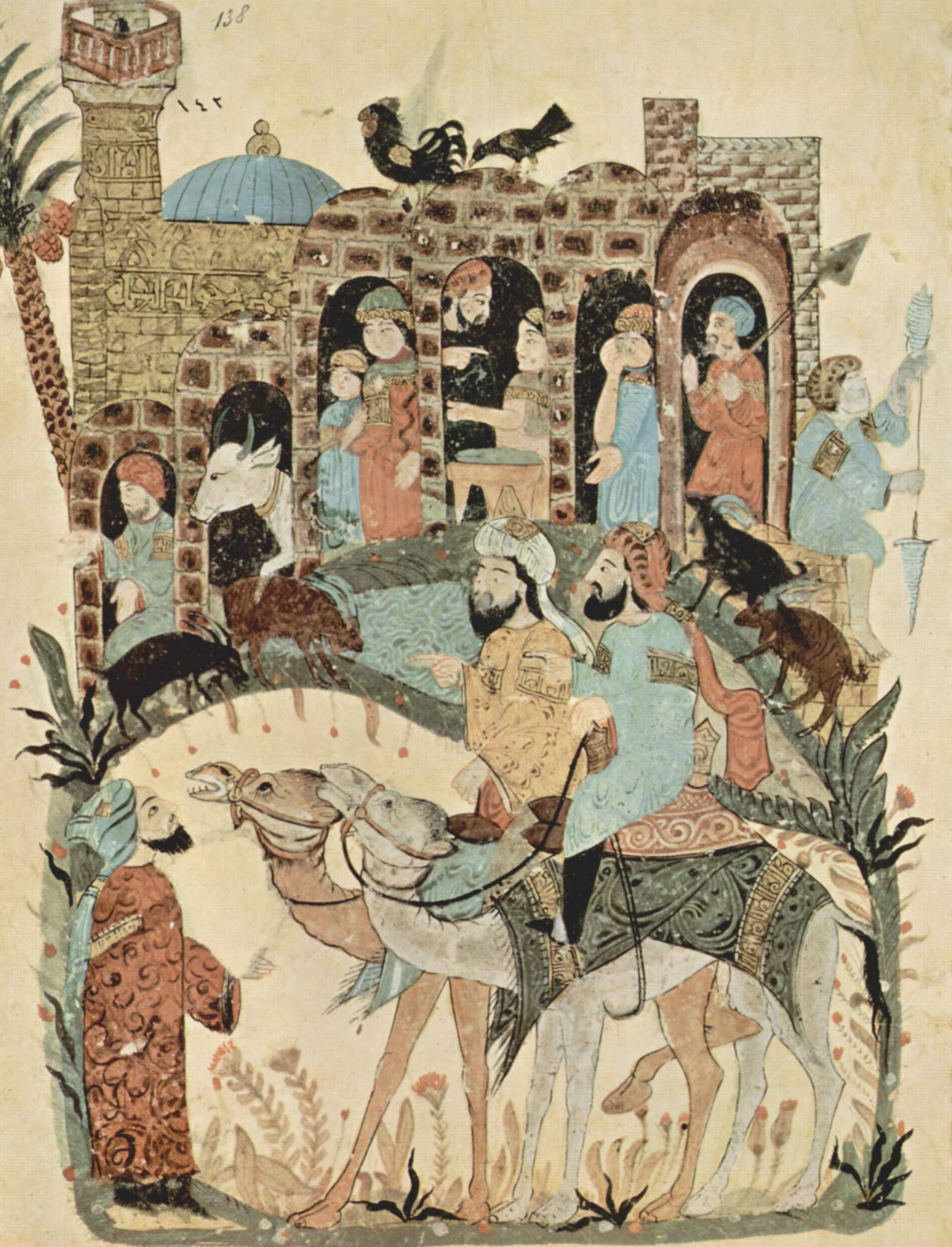
Maqamat d'Al-Harirí. Escena amb animals a un poble, de Yahya ibn Mahmud al-Wasiti
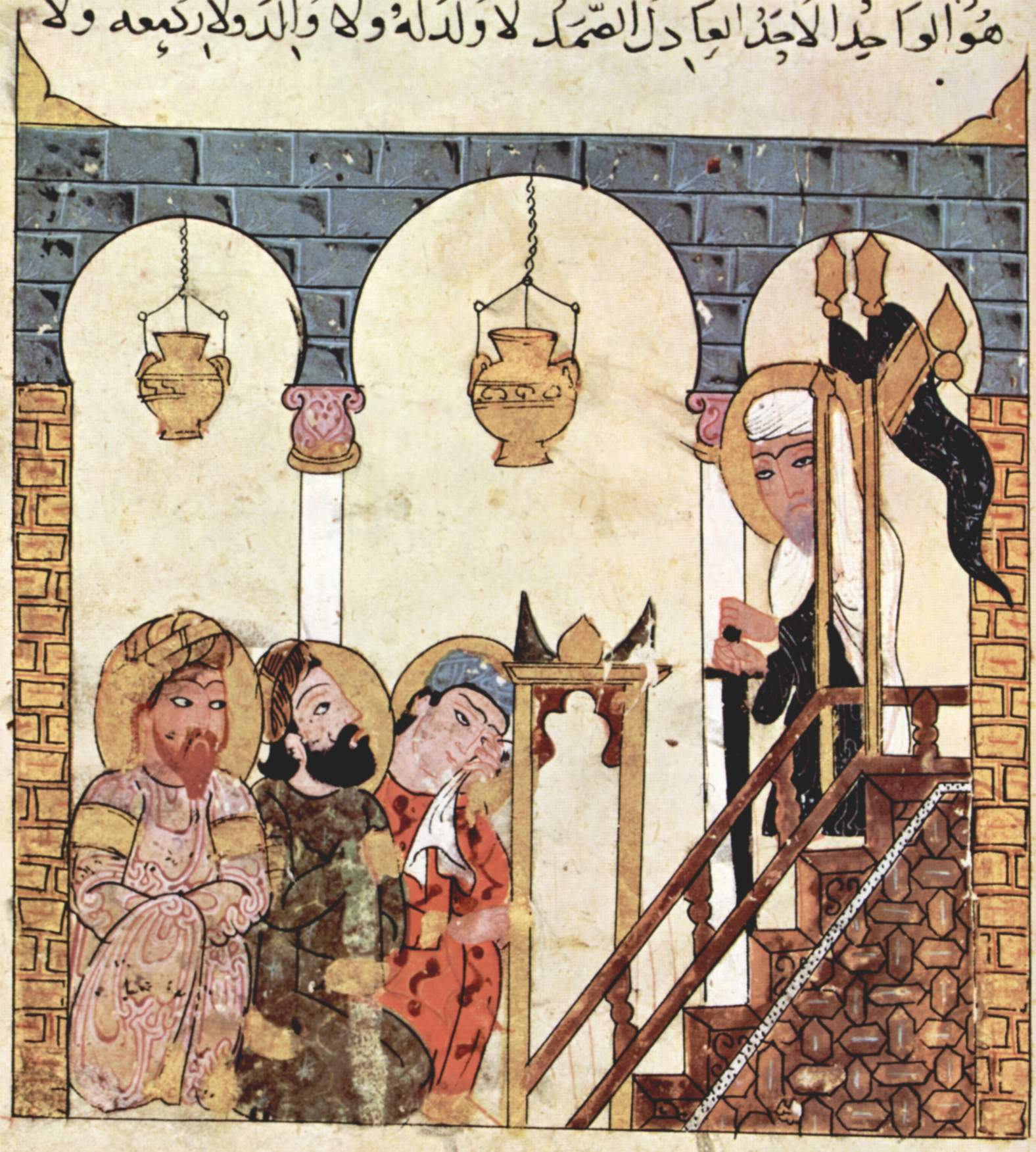
Abû Zayd predica a la mesquita de Samarkand, circa 1300. Maqamat d'Al-Harirí, manuscrit sirià
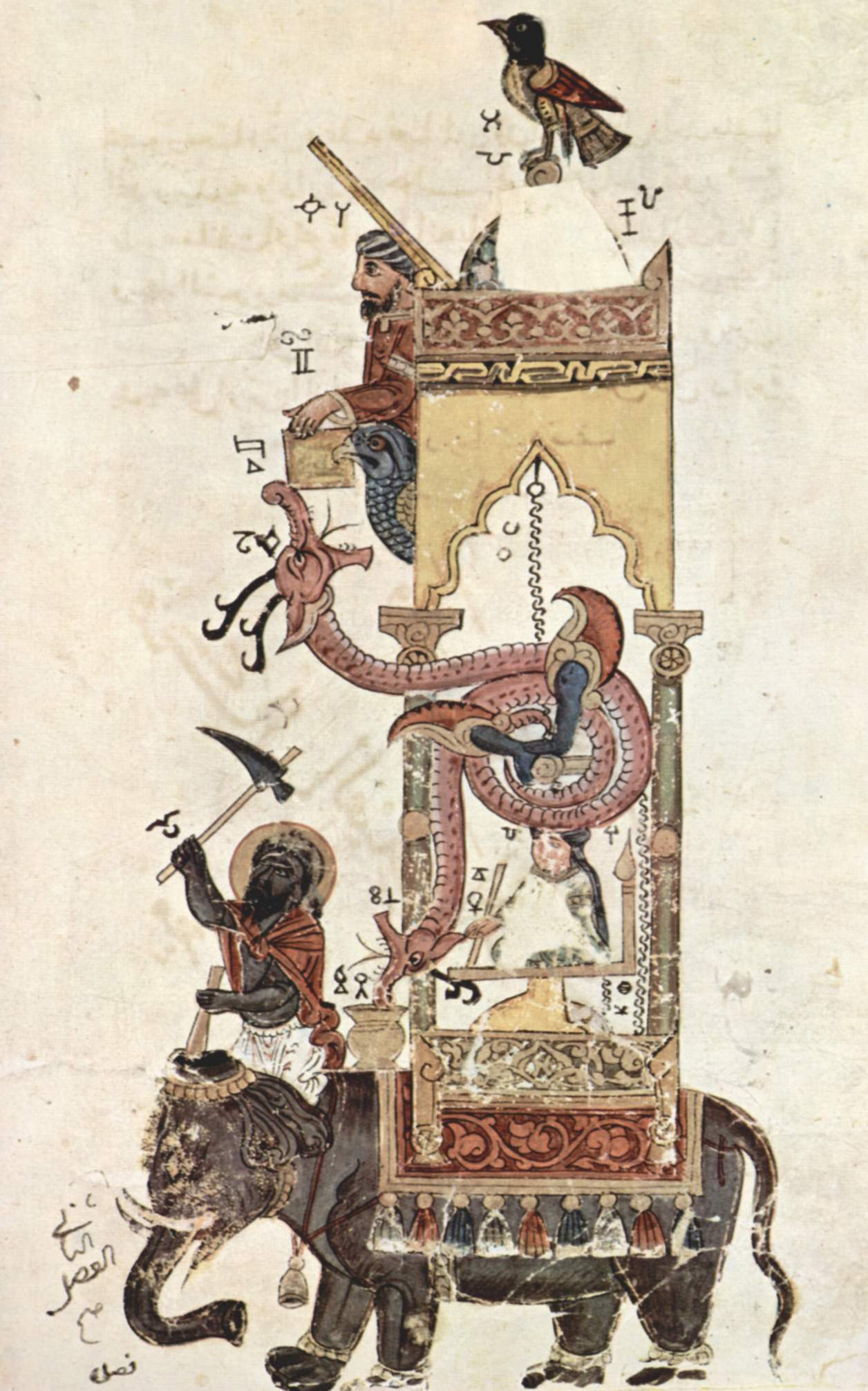
Rellotge elefant d'al-Jazari
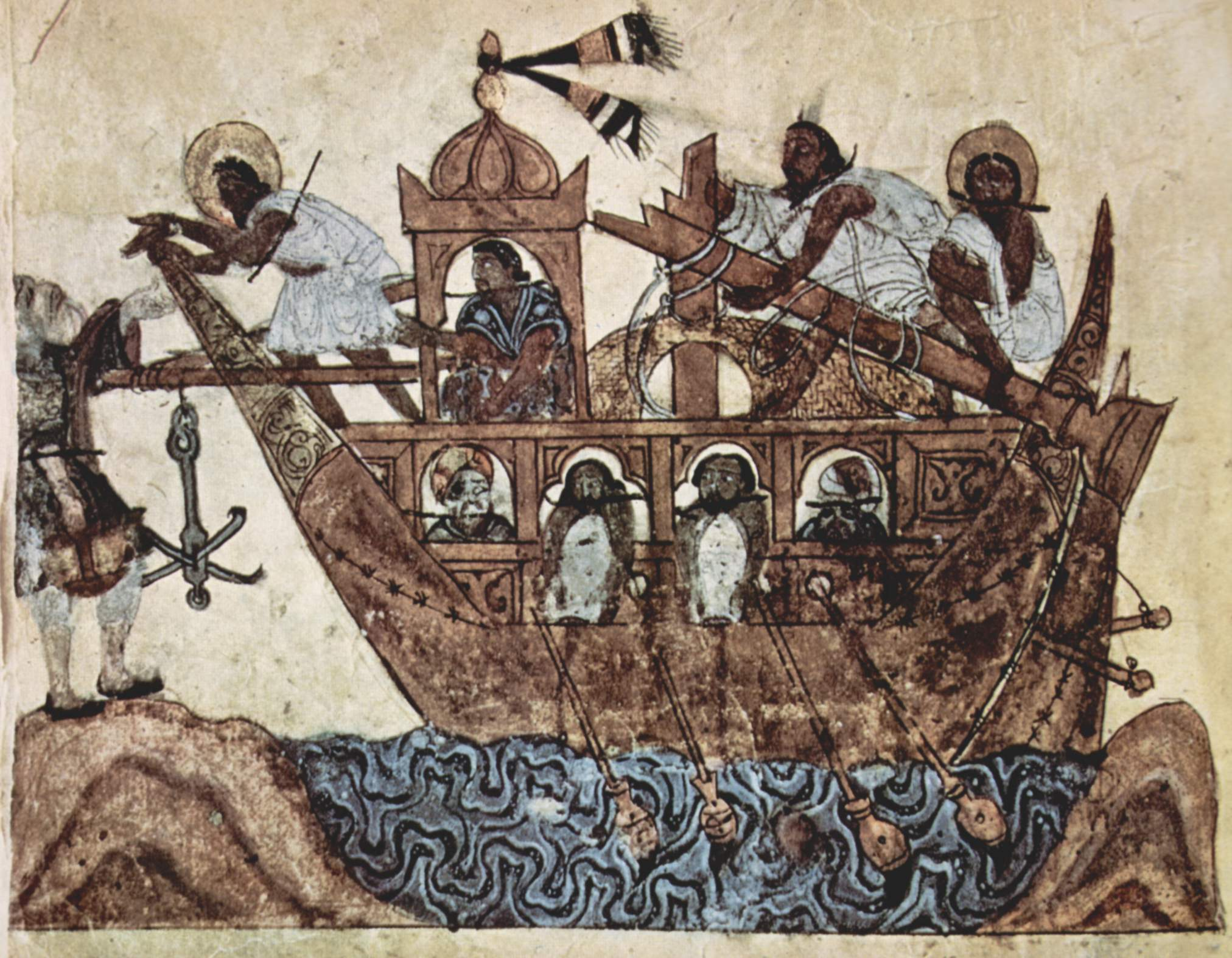
Dau àrab, c. 1230 dC, d'un pintor iraquià
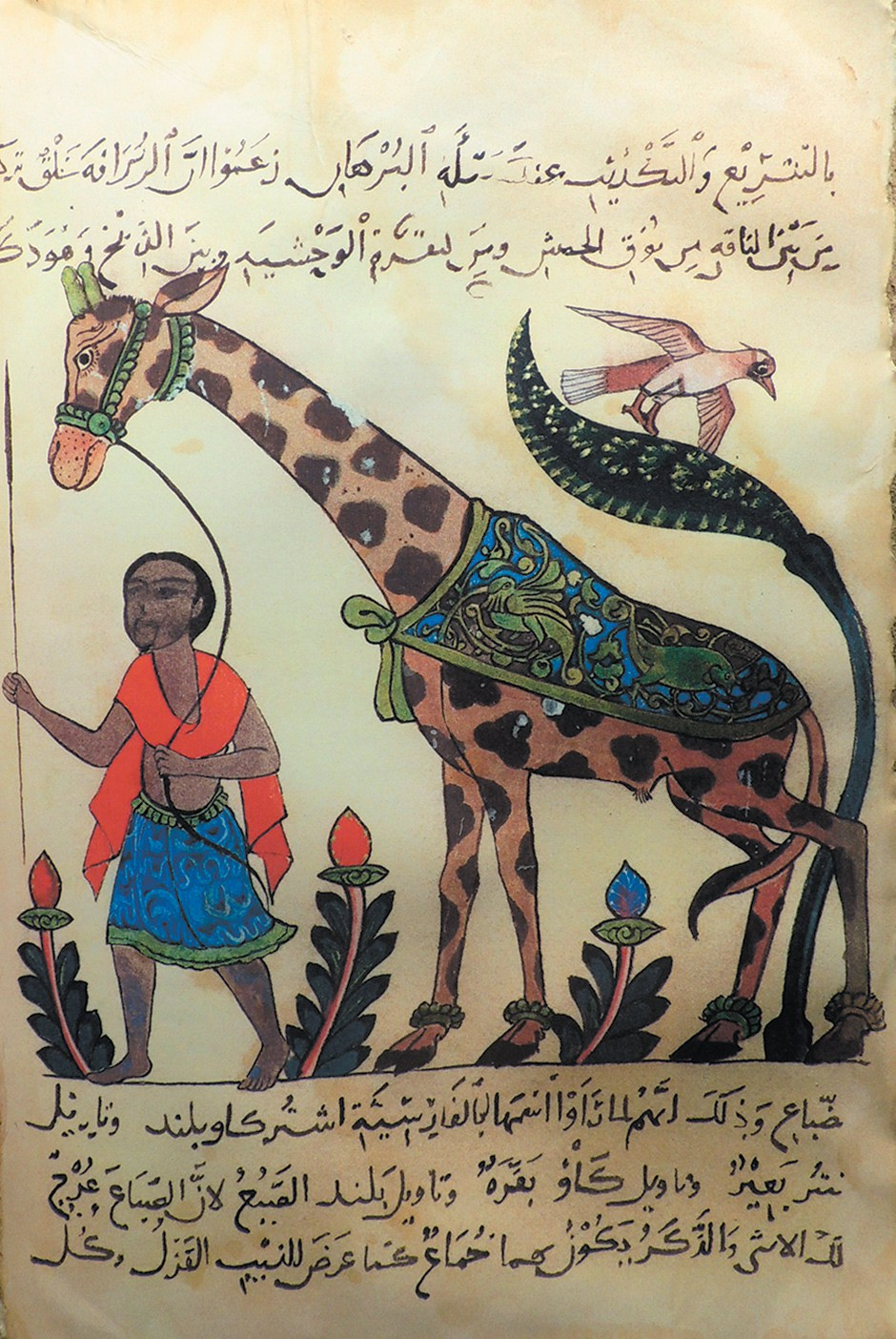
Una girafa del Kitāb al-ḥayawān (Llibre dels Animals) d'Al-Jahiz
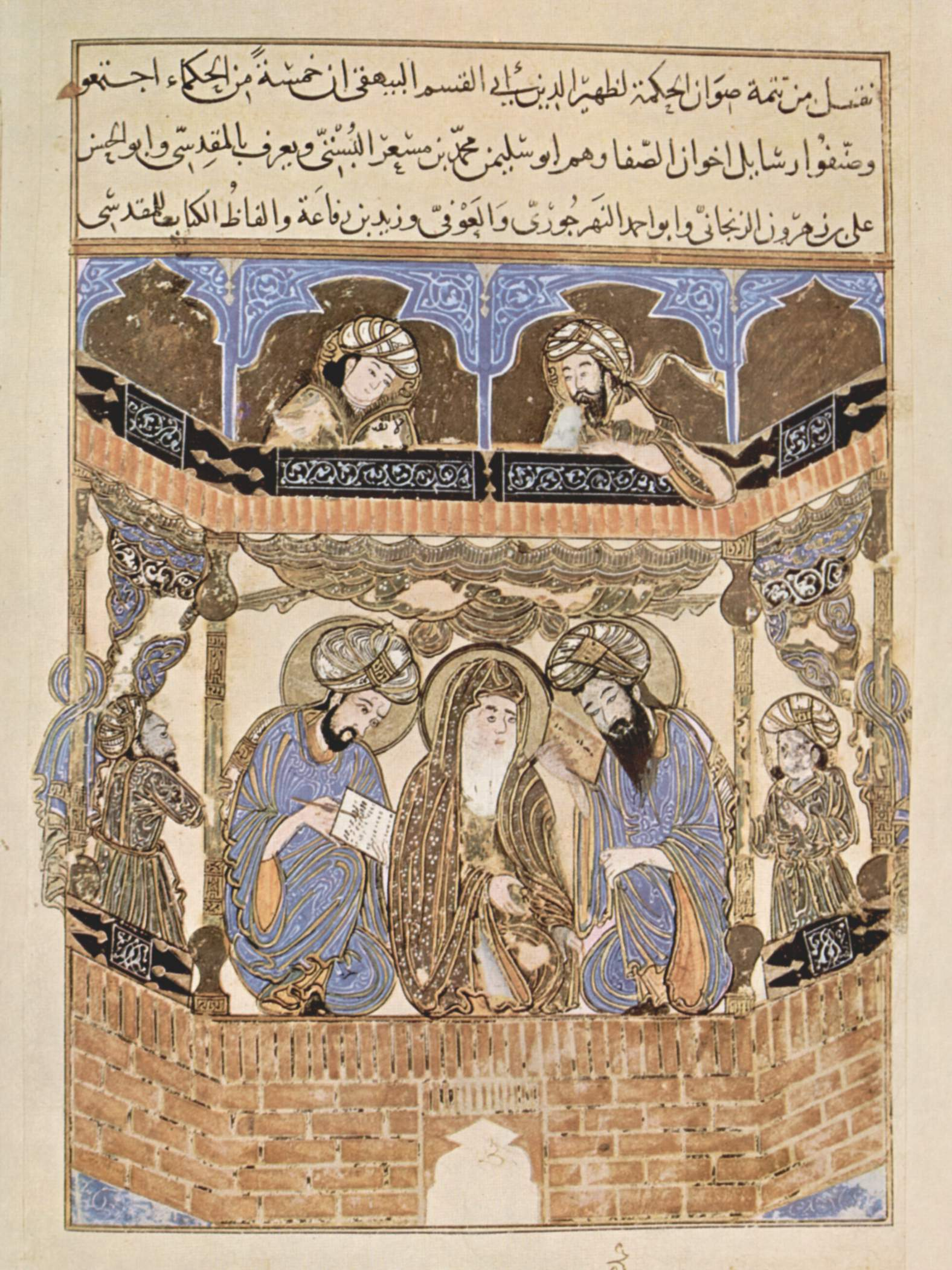
Manuscrit il·luminat àrab del segle xii que mostra els Germans de la Puresa
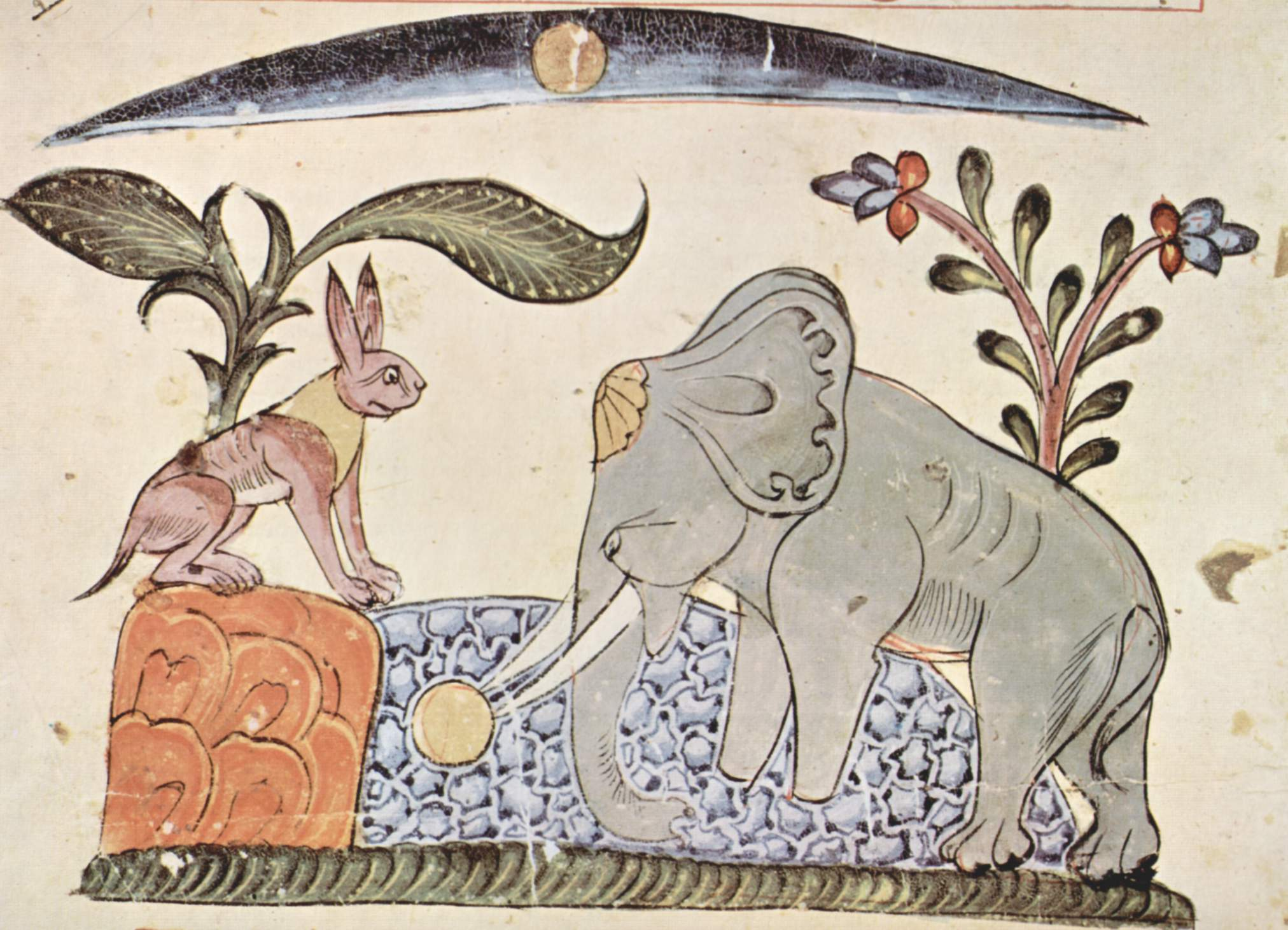
Il·lustració siriana de 1310 del Kalila wa-Dimna
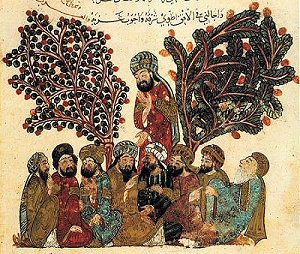
El Maqamat d'Al-Hamadhaní, segle IX
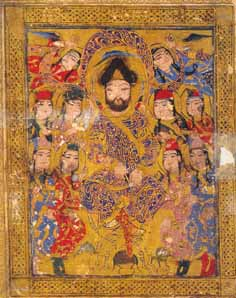
El frontispici d'un manuscrit del Kitab al-Aghani d'Abu-l-Faraj al-Isbahaní
Maqamat d'Al-Harirí de Yahya ibn Mahmud al-Wasiti
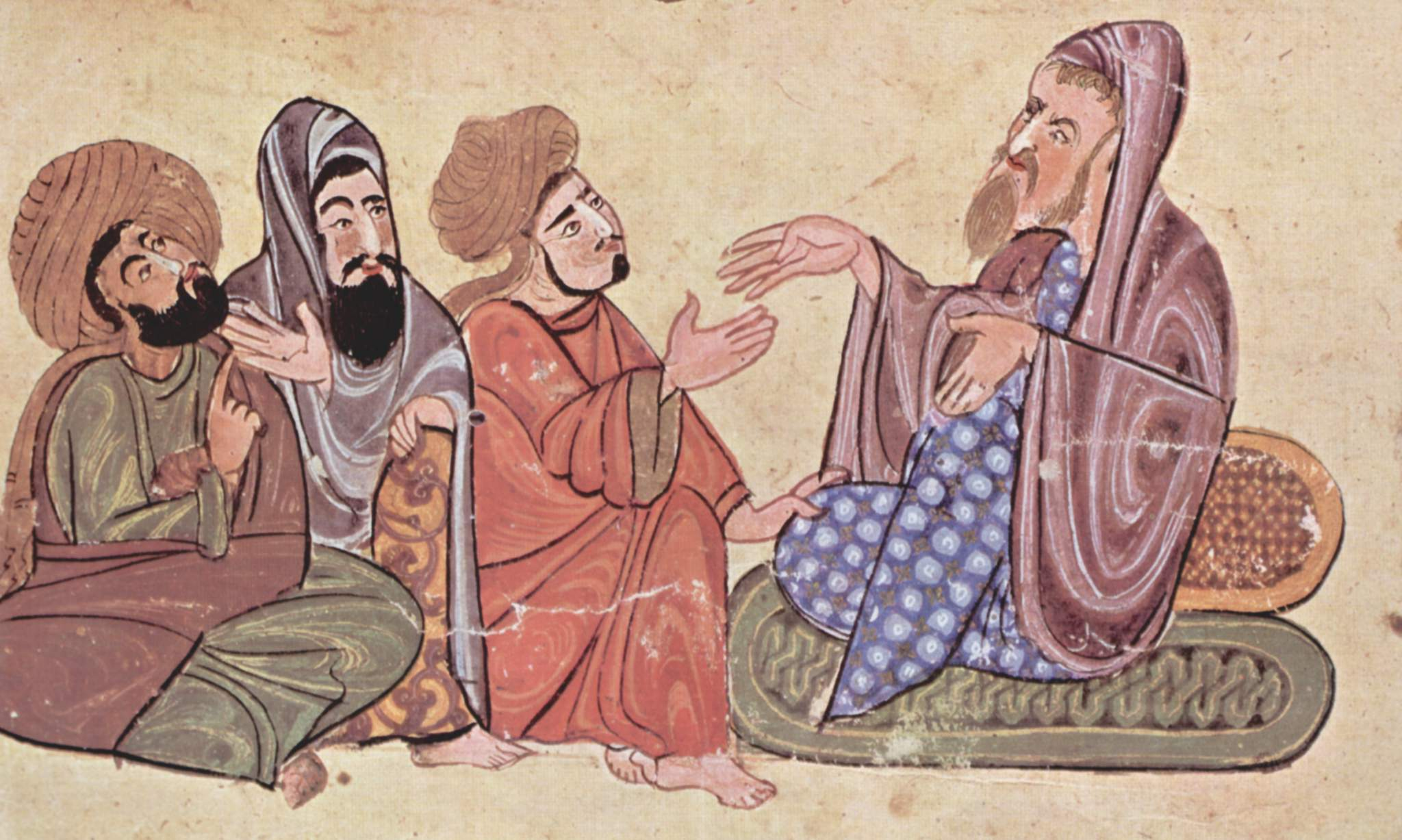
Kitāb mukhtār al-ḥikam d'Al-Mubàixxir ibn Fàtik, manuscrit sirià circa 1250